# يوري دروبيتش
يوري دروبيتش (بالإنجليزية: Yuriy Drohobych)‏ (و. 1450 – 1494 م) هو عالم فلك، وفيلسوف، وأستاذ جامعي، ومنجم من Kingdom of Poland. ولد في دروغوبيتش.
توفي في كراكوف، عن عمر يناهز 44 عاماً.

## التعليم
تعلم في جامعة بولونيا.

## مناصب وهيئات
أدار جامعة ياغيلونيا.